# Casimir von Scholten
Casimir Wilhelm von Scholten (Copenhague, Dinamarca, 19 de septiembre de 1752 – Charlotte Amalie, Saint Thomas, Indias Occidentales Danesas, 13 de mayo de 1810) fue un noble, mayor general danés de ascendencia alemana y gobernador de las Antillas danesas.

## Biografía

### Inicios
Fue el tercero de once hijos del mayor general danés y caballero de la Orden de Danebrog Jobst Gerhard von Scholten y de Adelgunde Elisabeth Amalie von Kleist. Fue nieto del general Henrik von Scholten y bisnieto del ingeniero militar germano-holandés Jobst Scholten. Su hermana Louise Henriette Elisabeth von Scholten se casó con el conde Jørgen Ditlev Trampe.

### Carrera
En 1782 Scholten era capitán en el regimiento del príncipe Federico en Hovedgård, al noreste de Horsens . En 1799 fue ascendido a mayor, en 1803 a teniente coronel y en 1808 a coronel. Posteriormente ocupó el rango de Mayor General.
Fue nombrado gobernador de las islas de Saint Thomas y Saint John durante dos mandatos. El primer período duró desde el 4 de abril de 1800 hasta que comenzó la ocupación británica el 28 de marzo de 1801 y fue sucedido por el británico John Clayton Cowell. El segundo período comenzó el 16 de febrero de 1803 y también terminó con la ocupación británica en las Indias Occidentales Danesas el 21 de diciembre de 1807.

### Masonería
Scholten fue miembro de la Logia Masónica Danesa St. Thomas til Enigheden. Él mismo se convirtió brevemente en maestro de esta logia. Posteriormente fue admitido en la logia inglesa Peace, Joy and brotherly Love en Cornualles.

### Familia

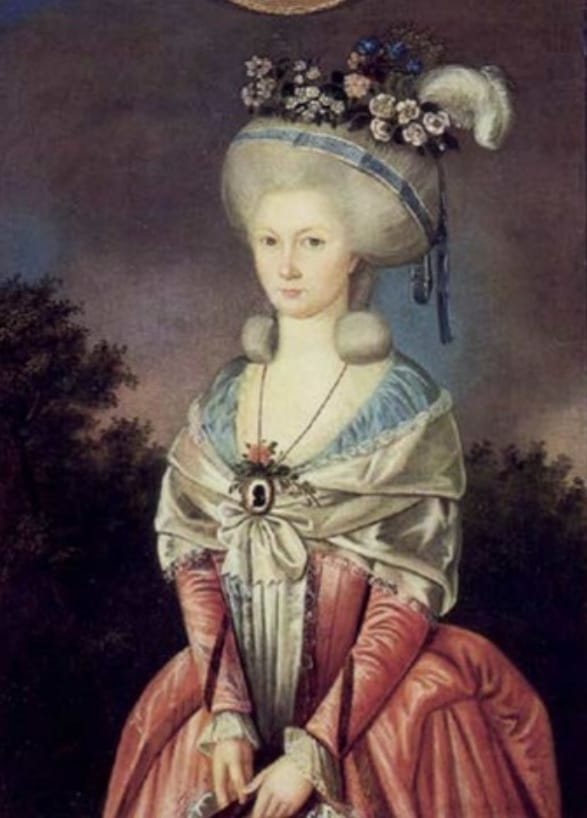
Catharina Elisabeth de Moldrup.

El 11 de mayo de 1782 en Viborg se casó con Catharina Elisabeth de Moldrup, hija del chambelan real Peder de Moldrup, señor de Vestervig y Ørum, y de su mujer Mette Marie Lucie de Moldrup. Era nieta por vía paterna del teniente coronel Jens de Moldrup y por vía materna del mayor Johan Rantazu de Moldrup. Tuvieron nueve hijos, entre los que se encuentran el gobernador de las Indias Occidentales Danesas Peter von Scholten y el oficial naval y artista Frederik von Scholten. 

## Honores
En Charlotte Amalie, la plaza del mercado en el extremo oriental de Queen's Street paso a llamarse Casimir Square.